# Chrysobasis buchholzi
Chrysobasis buchholzi är en trollsländeart som beskrevs av Racenis 1959. Chrysobasis buchholzi ingår i släktet Chrysobasis och familjen dammflicksländor. Inga underarter finns listade i Catalogue of Life.